# Lysorophus
Lysorophus é um gênero de anfíbios que viveram durante o período Permiano em Illinois.